# 海乃美月
（日语：／，1993年5月18日—），暱稱，前寶塚歌劇團月組主演娘役，是月城かなと的相手。富山縣冰見市人，身高164公分，O型，畢業於冰見市市立北部中學校。

## 簡介
- 2009年，考上寶塚音樂學校。
- 2011年，以第5名的成績進入寶塚歌劇團，為97期生，同期生有永久輝せあ(花組現任主演男役)、綺城ひか理(現花組男役)、城妃美伶(前花組娘役)[5]。初舞台是星組公演『ノバ・ボサ・ノバ／めぐり会いは再び』。2012年，分配至月組。
- 2014年，『明日への指針／TAKARAZUKA 花詩集100!!』新人公演第一次擔任女主，一共在三次新人公演中擔任女主。
- 2015年，『1789-バスティーユの恋人たち-』公演，和早乙女わかば一起被選上飾演當時主演男役龍真咲的搭檔[6]。在之後寶塚Bow Hall公演『A-EN（エイエン）ARI VERSION』，她擔任寶塚Bow Hall公演的女主角。
- 2017年，在梅田藝術劇場、TBS赤坂ACT劇場公演『瑠璃色の刻』，她首次擔任東上公演的女主角，之後共計擔任四次東上公演的女主角。
- 2019年，寶塚Bow Hall公演『アンナ・カレーニナ(安娜·卡列尼娜)』是她首次獨自擔任寶塚Bow Hall公演女主角[7]。
- 2021年8月16日，在她入團的第十一年，升任月組主演娘役，擔任月城かなと的相手[8]；兩人的披露目是博多座公演『川霧の橋(改編山本周五郎原作小說「柳橋物語」)[9][10]／Dream Chaser』。
- 2023年3月13日，她的家鄉富山縣冰見市邀請她擔任觀光親善大使「きときと魚大使」，協助宣傳冰見市的魚類[11]。
- 2023年9月25日，官宣將於『Eternal Voice 消え殘る想い(Eternal Voice 殘存的思念)』『Grande TAKARAZUKA 110!』東京公演結束後與月城かなと一起退團[12]；翌年7月7日，正式退團。

## 寶塚歌劇團時期

### 初舞台及各組輪流演出
- 2011年4-5月 寶塚大劇場 星組 『ノバ・ボサ・ノバ／めぐり会いは再び』
- 2011年6-7月 東京寶塚劇場 星組 『ノバ・ボサ・ノバ／めぐり会いは再び』
- 2011年10-12月 宙組 『クラシコ・イタリアーノ』『NICE GUY!!』

### 月組時期
- 2012年6-9月 『ロミオとジュリエット(罗密欧与朱丽叶)』[13]
- 2012年10-11月 寶塚Bow Hall、日本青年館公演 『春の雪(春雪)』飾演:少年清顯/房子[14]
- 2013年1-3月 『ベルサイユのばら-オスカルとアンドレ編-(凡爾賽玫瑰-奧斯卡與安德烈篇)』飾演:小公女／幼少時代のアンドレ(小時候的安德烈) 新人公演 飾演:ロザリー(羅莎琳)(正式公演:愛希れいか)[15]
- 2013年5月 梅田藝術劇場 『ME AND MY GIRL』
- 2013年7-10月 『ルパン-ARSÈNE LUPIN-(改編莫里斯·盧布朗原作亞森羅蘋系列「羅蘋最後之戀」)』新人公演 飾演:フラヴィ[16] (正式公演:憧花ゆりの) 『Fantastic Energy!』
- 2013年11-12月 梅田藝術劇場、日本青年館公演 『THE MERRY WIDOW(风流寡妇)』飾演:フルフル[17]
- 2013年12月 天王洲銀河劇場 『月雲（つきぐも）の皇子（みこ）』飾演: 酒見郎女
- 2014年1月 寶塚Bow Hall公演 『New Wave!-月-』
- 2014年3-6月 『宝塚をどり』『明日への指針 -センチュリー号の航海日誌-』 飾演:アンジェラ 新人公演 飾演:レイラ (正式公演:愛希れいか) 『TAKARAZUKA 花詩集100!!』飾演:仮面の女／少女、新人公演 飾演:花のエトワール／トップスター女／銀の花の女 (正式公演:愛希れいか) ＊首次擔任新人公演女主角[18]
- 2014年7-8月 日本青年館、梅田藝術劇場公演 『THE KINGDOM』 ＊東上公演雙主演之一
- 2014年9-12月 『PUCK（パック）(改編莎士比亞劇作「仲夏夜之夢」)』飾演:草の露[19]  新人公演 飾演:ハーミア (正式公演:愛希れいか) 『CRYSTAL TAKARAZUKA-イメージの結晶-』＊擔任新人公演女主角、＊首次在公演結束謝幕時擔任歌姬
- 2015年2-3月 中日劇場 『風と共に去りぬ(亂世佳人)』飾演:メイベル
- 2015年4-7月 『1789-バスティーユの恋人たち-(1789：巴士底獄的戀人)』飾演:オランプ・デュ・ピュジェ ※和早乙女わかば輪流演出。
- 2015年9月 寶塚Bow Hall公演 『A-EN（エイエン） ARI VERSION』飾演:マリッサ・ムーア ＊寶塚Bow Hall公演雙主演之一
- 2015年11月-2016年2月 『舞音-MANON-』飾演:ホマ 新人公演 飾演:張紫微 (正式公演:憧花ゆりの)／ティコ (正式公演:桃歌雪)
- 2016年3-4月  TBS赤坂ACT劇場 、梅田藝術劇場 龍真咲コンサート『Voice』(龍真咲音樂會『Voice』)
- 2016年6-9月  『NOBUNAGA〈信長〉-下天の夢-』飾演:お市(阿市) 新人公演 飾演:妻木 (正式公演:朝美絢)
- 2016年10-11月 文京シビックホール(Bunkyo Civic Hall)、梅田藝術劇場公演 『アーサー王伝説(亞瑟王傳說)』飾演:ヘラヴィーサ(赫拉薇丝)
- 2017年1-3月 『グランドホテル(大饭店)』飾演:婦人／フリーダ・フラム（フラムシェン）新人公演 飾演:エリザヴェッタ・グルーシンスカヤ (正式公演:愛希れいか) ＊擔任新人公演女主角
- 2017年4-5月 梅田藝術劇場、TBS赤坂ACT劇場 『瑠璃色の刻（とき）』飾演:アデマール ＊擔任東上公演女主角
- 2017年7-10月 『All for One』飾演:マリア・テレサ(西班牙的玛丽-泰蕾莎) 新人公演 飾演:モンパンシェ公爵夫人(蒙龐西耶女公爵)(正式公演:沙央くらま)
- 2017年11-12月 『鳳凰伝(改編自卡洛·戈齊原作劇本杜蘭朵)』飾演:タマル 『CRYSTAL TAKARAZUKA-イメージの結晶-』※全國巡迴公演 ＊在公演謝幕時擔任歌姬
- 2018年2-5月 『カンパニー-努力（レッスン）、情熱（パッション）、そして仲間たち（カンパニー）-』飾演:瀬川由衣 『BADDY（バッディ）-悪党（ヤツ）は月からやって来る-』飾演:ファニー
- 2018年6-7月 日本青年館、梅田藝術劇場『THE LAST PARTY〜S. Fitzgerald’s last day〜』飾演:MITSUKI／ゼルダ・フィッツジェラルド  ＊擔任東上公演女主角
- 2018年8-11月 『エリザベート-愛と死の輪舞（ロンド）-(伊莉莎白-愛與死的輪舞)』飾演:ヴィンディッシュ嬢
- 2019年1月 寶塚Bow Hall公演 『Anna Karenina（アンナ・カレーニナ）/(安娜·卡列尼娜)』 飾演:アンナ・カレーニナ(安娜·卡列尼娜) ＊擔任寶塚Bow Hall公演女主角
- 2019年3-6月 『夢現無双(改編吉川英治原作小說「宮本武藏」)』飾演:吉野太夫
- 2019年7-8月 梅田藝術劇場 『ON THE TOWN（オン・ザ・タウン）/(錦城春色)』飾演:ルーシー・シュミーラー／クレア・デ・ルーン
- 2019年10-12月 『I AM FROM AUSTRIA-故郷（ふるさと）は甘き調（しら）べ-(改編奧地利音樂劇「我來自奧地利」)』飾演:ロミー・エードラー
- 2020年2月 梅田藝術劇場、東京建物 Brillia HALL公演 『出島小宇宙戦争』飾演:タキ ＊擔任東上公演女主角
- 2020年9月-2021年1月 『WELCOME TO TAKARAZUKA-雪と月と花と-』『ピガール狂騒曲(將莎士比亞原作喜劇「第十二夜」改編至1900年代)』飾演: ラ・グリュ
- 2021年2-3月 TBS赤坂ACT劇場 、梅田藝術劇場公演 『ダル・レークの恋(達爾湖之戀)』 飾演:カマラ(Kammala) ＊擔任東上公演女主角
- 2021年5-8月 『桜嵐記（おうらんき）』 飾演:百合 『Dream Chaser』

### 月組主演娘役時期
- 2021年10-11月 博多座 『川霧の橋(改編山本周五郎原作小說「柳橋物語」)』飾演:お光 『Dream Chaser-新たな夢へ-』 ＊主演娘役披露目公演
- 2022年1-3月 『今夜、ロマンス劇場で(今夜，在浪漫劇場與妳相遇)』飾演:美雪 『FULL SWING!』＊主演娘役大劇場披露目公演
- 2022年5月 舞濱圓形劇場 『Rain on Neptune』飾演:ネプチューン／ベルメール
- 2022年7-10月 『グレート・ギャツビー(大亨小傳)』飾演:デイジー・ブキャナン
- 2022年11-12月 『ブラック・ジャック 危険な賭け(怪醫黑傑克：危險賭注)』飾演: アイリス／如月恵『FULL SWING!』※全國巡迴公演
- 2023年2-4月 『応天の門(應天之門)』飾演:昭姫『Deep Sea-海神たちのカルナバル-(Deep Sea-海神們的嘉年華會～)』
- 2023年6月 東急シアターオーブ(東急 THEATRE Orb) 『DEATH TAKES A HOLIDAY』飾演:グラツィア・ランベルティ
- 2023年8-11月 『フリューゲル-君がくれた翼-(Flügel─你給予我的翅膀─)』飾演:ナディア・シュナイダー 『萬花筒百景色（ばんかきょうひゃくげしき）』
- 2024年1月 梅田藝術劇場 『G.O.A.T』※月城かなと演唱會
- 2024年3月-7月 『Eternal Voice 消え残る想い(Eternal Voice 殘存的思念)』飾演:アデーラ(阿黛拉/Adella)『Grande TAKARAZUKA 110!』 ＊退團公演

### 其他寶塚相關表演活動
- 2014年12月22日 寶塚大劇場 タカラヅカスペシャル2014『Thank you for 100 years』(2014年Takarazuka Special音樂會 『Thank you for 100 years』)
- 2015年12月20日 梅田藝術劇場 タカラヅカスペシャル2015『New Century，Next Dream』(2015年Takarazuka Special音樂會 『New Century，Next Dream』)
- 2011年1月12-13日 宝塚ホテル(寶塚飯店)、22-23日 第一ホテル東京(東京第一酒店) 龍真咲ディナーショー『Goodbye Fairy』(龍真咲晚餐秀『Goodbye Fairy』)
- 2016年12月22-23日 梅田藝術劇場 タカラヅカスペシャル2016『Music Succession to Next』(2016年Takarazuka Special音樂會 『Music Succession to Next』)
- 2017年12月21-22日 梅田藝術劇場 タカラヅカスペシャル2017『ジュテーム・レビュー-モン・パリ誕生90周年-』(2017年Takarazuka Special音樂會 『ジュテーム・レビュー-モン・パリ誕生90周年-』)
- 2018年12月21-22日 梅田藝術劇場 タカラヅカスペシャル2018 『Say! Hey! Show Up!!』(2018年Takarazuka Special音樂會 『Say! Hey! Show Up!!』)

### 主要獎項
- 2016年 『宝塚歌劇團年度賞』2015年度新人賞
- 2020年 『宝塚歌劇團年度賞』2019年度努力賞
- 2022年 『阪急すみれ会パンジー賞』娘役賞

### 相關出版品
- 2013年11月29日 NEW GENERATION III
- 2021年10月22日 2022年　宝塚スターカレンダー
- 2021年11月6日 2022年　宝塚ステージカレンダー
- 2022年1月13日 日刊スポーツ新聞　特集：海乃美月 2022/01/13号
- 2022年2月10日 日刊スポーツ新聞　特集：月城かなと・海乃美月 2022/02/10号
- 2022年4月2日  夢の花束　vol.110
- 2022年9月20日 宝塚グラフ　2022年10月号
- 2023年4月13日 ザ・タカラヅカ　VIII　月組特集＜新品＞

## 寶塚歌劇團退團後
- 2024年12月8日 維多麗亞酒店1樓Grand Ballroom 海乃美月Special Live Talk Show
- 2025年3月10日-4月17日 日比谷シアタークリエ(日比谷創新劇院)、森ノ宮ピロティホール(森之宮Piloti表演廳)、博多座、ミュージカル『BONNIE＆CLYDE』(音樂劇「邦妮與克萊德」)
- 2025年5月25日 宝塚ホテル(寶塚飯店) 海乃美月ディナーショー「Luna Sea」(晚餐秀「月之海」)

## 註解
1. ↑  . NHK NEWS WEB.   [2023-08-11] （日语）.
2. ↑  . 朝日新聞デジタル. 2023-01-28  [2023-08-11] （日语）.
3. ↑  . 中日新聞Web. 2023-03-15  [2023-08-11] （日语）.
4. ↑  . nikkansports.com. 2023-01-01  [2023-08-11] （日语）.
5. ↑  寶塚97期生日文維基頁面
6. ↑  寶塚版「1789-巴士底獄的戀人」日文維基頁面
7. ↑  寶塚版「安娜卡列尼娜」日文維基頁面
8. ↑  就任月組主演娘役日文新聞頁面
9. ↑  川霧の橋披露目新聞
10. ↑  川霧の橋日文維基頁面
11. ↑  海乃美月擔任家鄉富山縣冰見市「きときと魚大使」的日文新聞頁面，きときと是富山方言，羅馬拼音是Kitokito，表示新鮮美味
12. ↑  月城和海乃美月退團的新聞報導
13. ↑  羅密歐與茱麗葉日文維基頁面
14. ↑  寶塚官方網站商店關於海乃美月的演出劇目介紹
15. ↑  凡爾賽玫瑰正式公演及新人公演演員名單
16. ↑  亞森羅蘋正式公演及新人公演演員名單
17. ↑  風流寡婦演員名單
18. ↑  寶塚官方網站關於『宝塚をどり』『明日への指針　－センチュリー号の航海日誌－』『TAKARAZUKA 花詩集100!!』正式公演及新人公演演員名單
19. ↑  寶塚網站關於『PUCK』的人物介紹圖

## 外部連結
- 寶塚官方網站海乃美月的介紹頁面（页面存档备份，存于）
- 寶塚官方網路商店關於海乃美月的介紹
- 日本網站關於海乃美月演出グレート・ギャツビー的報導（页面存档备份，存于）
- 日本網站關於海乃美月的訪談 （页面存档备份，存于）
- 海乃美月個人官方網站 （页面存档备份，存于）
- IZAWA OFFICE與海乃美月締結業務提攜合約公告 （页面存档备份，存于）
- 海乃美月個人instagram
- 東京都會電視台網站海乃美月簡介宝塚カフェブレイク登場人物海乃美月，存档于Archive.today（存檔日期 20250422）